# SWEEPS-11
SWEEPS-11 es un planeta extrasolar que orbita la estrella SWEEPS J175902.67-291.153,5 en la constelación de  Sagitario, a aproximadamente 22 mil años-luz de distancia del Sistema Solar (basado en un módulo de distancia de 14.1). Este planeta fue encontrado en 2006 por la Búsqueda de Planetas Extrasolares Eclipsantes en la Ventana de Sagitario  en inglés (SWEEPS) es un programa que utiliza el método del Tránsito.
Este Júpiter caliente tiene una masa de 9,7 veces la de Júpiter y un radio de 1,13 veces la de Júpiter. El planeta orbita alrededor de 1,75 veces más cerca de su estrella que 51 Pegasi b de la suya 51 Pegasi, tomando sólo 1,8 días o 43 horas para girar en torno a la estrella.